# ADN-polymérase IV
L'ADN-polymérase IV, ou pol IV, est une ADN-polymérase présente chez les bactéries  qui est impliquée dans le processus de mutagénèse. Elle ne possède pas d'activité exonucléase 3’ → 5’ lui permettant de corriger les erreurs de réplication de l'ADN et favorise donc les mutations génétiques aléatoires. Il s'agit d'une polymérase de la famille Y exprimée par le gène dinB, lequel est activé lors du processus de réparation SOS mis en place par les bactéries en présence de pol III arrêtées dans les fourches de réplication. La production de pol IV est alors décuplée et ces polymérases relaient la pol III bloquée, par exemple en poursuivant la réplication par-dessus des bases nucléiques altérées, mais avec une processivité et une fidélité sensiblement moindres que celles de la pol III. Les bactéries dépourvues de gène dinB présentent une plus grande sensibilité aux altérations de l'ADN et un taux de mutation plus élevé ,,,,,. Par ailleurs, cette polymérase pourrait expliquer l'apparition d'une résistance chez les bactéries exposées à certains types d'antibiotiques en favorisant les mutations adaptatives.